# Budva
Budva (Montenegrijns: Будва; Italiaans en Albanees: Budua; Grieks: Βοδοα, Vòdhoa) is een populaire badplaats in Montenegro, gelegen aan de Adriatische Zee.

## Algemeen
Deze plaats heeft zijn oorsprong op een schiereiland liggen en heeft daarbij een van de oudste nederzettingen van de Adriatische kust. De oude stadskern wordt omringd met middeleeuwse muren, gebouwd door de Venetianen in de 15de eeuw. De stadsmuur heeft twee toegangspoorten waar alleen voetgangers doorheen mogen en die verboden gebied zijn voor auto's.
De oude stad werd in 1979 getroffen door een destructieve aardbeving. Hierna duurde het acht jaar voordat de oude stad volledig herbouwd was.

## Demografie
De gemeente Budva telde in 2011 19.218 inwoners. De gemeente heeft een urbanisatiegraad van 83%.
| stad Budva            | 687   | 812   | 1.349 | 2.550 | 4.684 | 7.178  | 10.918 | 13.338 |
| stad Petrovac na Moru | 284   | 528   | 547   | 942   | 1.225 | 1.412  | 1.485  | 1.398  |
| stad Bečići           | 43    | 44    | 40    | 84    | 171   | 726    | 771    | 895    |
| stad Sveti Stefan     | 42    | 60    | -     | -     | -     | 421    | 411    | 364    |
| gemeente Budva        | 3.825 | 4.364 | 4.834 | 6.106 | 8.632 | 11.617 | 15.909 | 19.218 |

De bevolking van de gemeente Budva is de afgelopen 63 jaar ruim vervijfvoudigd. De bevolking van de stad Budva is in dezelfde periode echter vertwintigvoudigd.

#### Etniciteit
De Montenegrijnen vormen net geen meerderheid van de bevolking (48,2%). De Serviërs vormen de grootste minderheid (37,7%). Verder leven er kleine groepen Bosniakken/Moslims van nationaliteit (1,2%), Russen (1,1%) Kroaten (0,9%), Balkan-Egyptenaren (0,8%), Albanezen (0,6%), Joegoslaven (0,4%), Macedoniërs (0,4%), Hongaren (0,2%), de  Roma (0,2%), Duitsers (0,1%), Italianen (0,1%) en Slovenen (0,1%). 

#### Religie
De aanhangers van de Servisch-orthodoxe Kerk vormen de meerderheid van de bevolking (88,2%). Ongeveer 3,4% is islamitisch, 2,3% behoort tot de  Rooms-Katholieke Kerk en 1,8% van de bevolking is  atheïstisch.

## Toerisme
Budva ontvangt veel internationale toeristen. In de zomer vinden veel muziekconcerten plaats rond het oude centrum. Te midden van een subtropische vegetatie bevinden zich  hotelcomplexen buiten de ommuring van de stadskern. Budva wordt ook vergeleken met de oude Dalmatische stad Dubrovnik in Kroatië, mede vanwege de uitgaansmogelijkheden. In het nabije, hooggelegen Cetinje (voormalige hoofdstad van Montenegro) is het bezienswaardig paleis en een klooster uit de 15de eeuw te bewonderen.

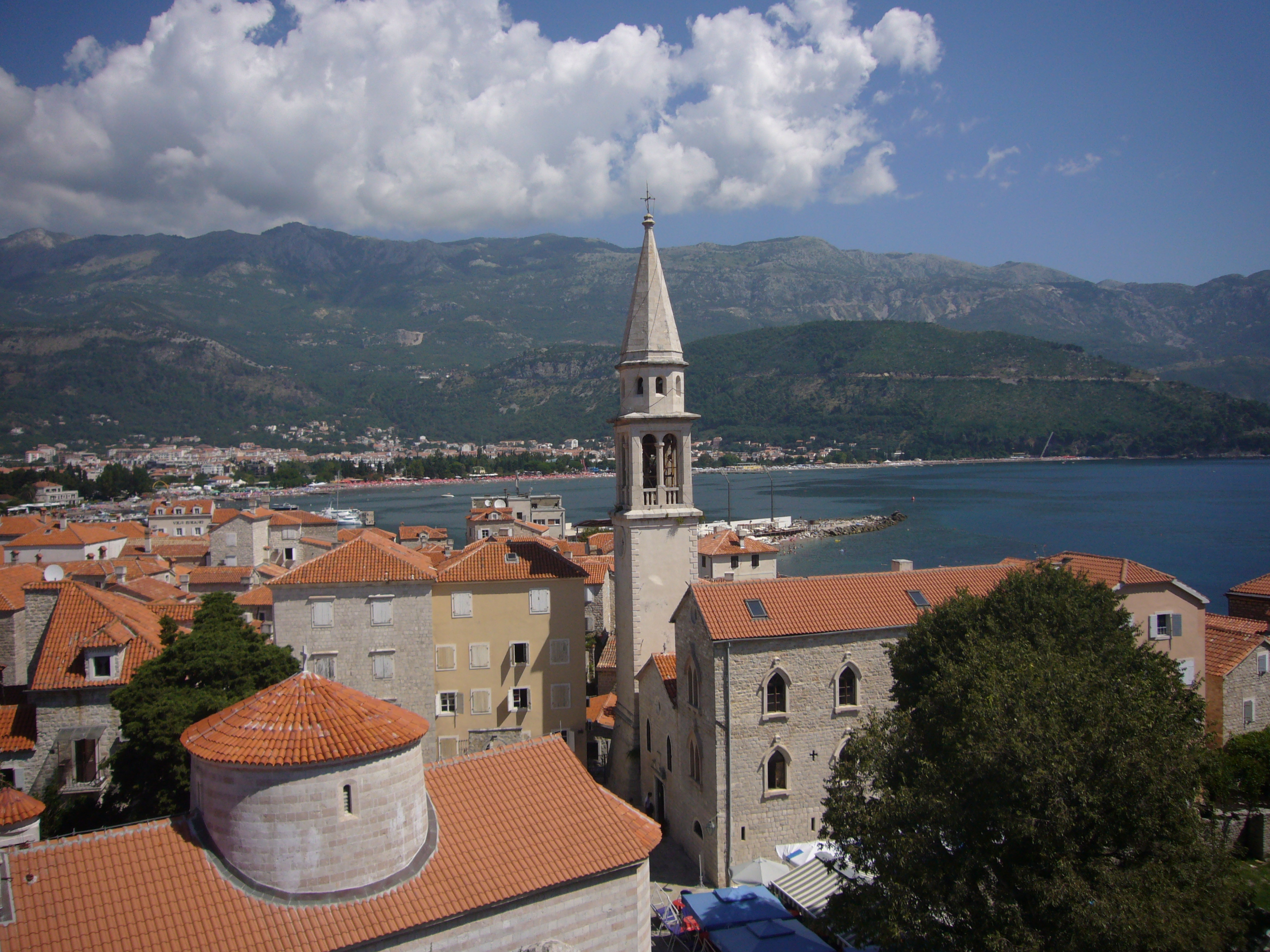
Zicht op de oude stad van Budva.

## Sport
FK Mogren Budva is de betaaldvoetbalclub van Budva. In 2009 en 2011 werd de club landskampioen van Montenegro.

## Gaypride 2013
In 2013 kwam de stad in het nieuws omdat het homo-platform 'Vooruitgang' de stad uitkoos als plek voor de optocht van de Gay Pride Parade. Toen dat bekend werd, werden snel 2000 handtekeningen verzameld onder een petitie aan de autoriteiten om de demonstratie te verbieden. Montenegro is aspirant-lid van de Europese Unie. Daarom presenteerde het land een strategie tegen seksuele discriminatie. De overheid liet de optocht dan ook gewoon doorgaan.
Zdravko Cimaljevic, de voorzitter van 'Vooruitgang', gaf aan de gaypride in Budva als test voor de politie te zien. Voorafgaand aan de optocht waren er flinke opstootjes tussen politie en tegenstanders. Een van degenen die de politie aanviel, was de Montenegrijnse profbokser Nikola Sjekloća. De optocht zelf ontaardde in de kleine veldslag, waarbij zo'n 30 deelnemers werden belaagd met stenen, flessen en leuzen van honderden tegenstanders. De politie hield echter woord en beschermde de pride.

De vorige poging tot een Gay Pride in Montenegro werd afgelast omdat mensen op straat werden aangevallen.

## Partnersteden
- Banská Bystrica (Slowakije), sinds 2001
- Valašské Meziříčí (Tsjechië)

## Geboren
- Igor Gluščević (1974), Montenegrijns voetballer
- Marko Bakić (1993), Montenegrijns voetballer
- Luka Đorđević (1994), Montenegrijns voetballer